# クララ・イアノッタ
クララ・イアノッタ (Clara Iannotta、1983年 - )は、イタリアの現代音楽の作曲家。クララ・ヤンノッタとも表記される。

## 略歴
ローマ出身。ミラノ音楽院、パリ音楽院、IRCAMなどを経て、アレッサンドロ・ソルビアーティ、フレデリック・デュリユーなどに師事。
2013年以降、ベルリンを拠点に活動をしている。

## 受賞歴
- エルンスト・フォン・シーメンス作曲家賞 (2018[2])
- ヒンデミット賞 (2018[2])

## 主要作品

### 管弦楽
- 脱皮 (2018-2019)
- dead wasps in the jam-jar (ii) (2016)

### 室内楽
- A Failed Entertainment (2013、弦楽四重奏曲)
- Il colore dell’ombra (2010、弦楽三重奏曲)